# Margaretha Heijkenskjöld
 (juillet 2025).
Margaretha Heijkenskjöld (19 août 1781 - 29 juillet 1834) est une exploratrice et réformiste de l’habillement suédoise. Son voyage à bord du Francesco Primo, l’un des premiers voyages organisés jusqu’au Moyen-Orient, est documenté et étudié via sa correspondance avec sa famille et ses carnets de voyages.

## Biographie
Elle est issue de la noblesse suédoise. 
Elle hérite sur le tard d’une fortune lui permettant l’autonomie financière nécessaire pour voyager. Elle visite Paris, Vienne et plusieurs villes italiennes. Ses origines nobles lui permettent de côtoyer les élites locales. Elle fait ainsi la connaissance de Karl August Nicander, à qui elle permet de poursuivre ses voyages.
En 1816, sur les conseils de son père, elle propose une réforme du costume traditionnel intitulée Hälleforsdräkten, pour limiter le luxe et promouvoir l’égalité sociale.
Elle quitte Naples le 16 avril 1833 à bord du Francesco Primo pour Constantinople et le Moyen-Orient.
Elle meurt à Romla, en Syrie, en 1834, après avoir visité Jérusalem.